# Kim Kashkashian
Kim Kashkashian, née à Détroit dans le Michigan aux États-Unis le 31 août 1952, est une altiste américaine d'origine arménienne.

## Biographie
Elle étudie l'alto au Peabody Conservatory of Music de Baltimore avec Walter Trampler et Karen Tuttle. Lauréate du concours Lionel Tertis et du concours international de musique de l'ARD de Munich, elle commence une carrière internationale de soliste, jouant régulièrement sous la direction de Riccardo Muti, Nikolaus Harnoncourt, Zubin Mehta et Riccardo Chailly, dans les grandes villes des États-Unis, d'Europe et du Japon.
Elle se perfectionne encore pendant plusieurs années au Mannes College of Music ainsi qu'à l'université de l'Indiana à Bloomington, avant de s'installer en Allemagne en 1989 où elle enseigne à la Frieburg Musikhochschule, puis à la Hanns Eisler Hochschule à Berlin à partir de l'hiver 1996. Kim Kashkashian poursuit également une activité de chambriste, qui la conduit régulièrement aux festivals de Marlboro, Santa Fe, Spoleto, Lockenhaus et Salzbourg.
S'impliquant beaucoup dans la musique d'aujourd'hui, aussi importante pour elle que les grandes œuvres du répertoire, elle apprécie la recherche de nouvelles directions et formes, et entretient des relations étroites avec des compositeurs tels que Goubaïdoulina, Jolas, Bouchard, Penderecki, Eötvös... Elle a créé notamment plusieurs œuvres contemporaines comme le Concerto pour alto de Linda Bouchard et Replica de Peter Eötvös qui lui est dédié. Elle joue un alto fabriqué à Crémone en 1617 par la famille Amati.
Elle a également participé à l'album In Praise of Dreams du saxophoniste Jan Garbarek enregistré en 2003 et à divers albums de musique traditionnelle arménienne.

## Récompenses
En 2013, Kim Kashkashian gagne un Grammy Award dans la catégorie « Meilleure performance classique en solo » (Best classical instrumental solo) pour Kurtág & Ligeti: Music For Viola,.

## Discographie (sélection)
- Asturiana.  Transcriptions de chansons de Manuel de Falla, Alberto Ginastera, Xavier Montsalvatge, Carlos Guastavino et Carlos López Buchardo.  Kim Kashkashian, alto, Robert Levin, piano.  (CD ECM 1975)
- Johann Sebastian Bach 3 sonates pour viole de gambe et clavecin.  Kim Kashkashian, alto, Keith Jarrett, clavecin.  (CD ECM 1501)
- Béla Bartók  Concerto pour alto.  Kim Kashkashian, alto, Peter Eötvös, dirigeant.  Netherlands Radio Chamber Orchestra.  (CD ECM 1711)
- Luciano Berio Voci, Naturale.  Kim Kashkashian, alto, Robyn Schulkowsky, percussion, Luciano Berio, dirigeant. (CD ECM 1735)
- Harold Blumenfeld  Voyages after Hart Crane (1977).  Patrick Mason, baryton, Kim Kashkashian, alto, David Starobin (en), guitare, Gordon Gottlieb, Louis Oddo, percussion, Arthur Weisberg, conductor.  (LP CRI SD 387)
- Linda Bouchard Pourtinade.  Kim Kashkashian, alto, Robyn Schulkowsky, percussion.  (CD ECM 1425)
- Johannes Brahms Sonates pour alto et piano, op. 120.  Kim Kashkashian, alto, Robert D. Levin, piano.  (CD ECM 1630)
- Benjamin Britten Lachrymae, op. 48.  Kim Kashkashian, alto Robert D. Levin, piano.  (CD ECM 1316)
- Benjamin Britten Lachrymae, Op. 48a.  Kim Kashkashian, alto, Dennis Russell Davies, conductor, Stuttgarter Kammerorchester.  (CD ECM 1506)
- Elliott Carter Élégie pour alto et piano.  Kim Kashkashian, alto, Robert D. Levin, piano.  (CD ECM 1316)
- Paul Chihara Redwood.  Kim Kashkashian, alto.  Robyn Schulkowsky, percussion.  (CD ECM 1425)
- Peter Eötvös Eötvös: Replica pour alto et orchestre.  Kim Kashkashian, alto, Peter Eötvös, dirigeant, Netherlands Radio Chamber Orchestra.  (CD ECM 1711)
- Gabriel Fauré Quatuor pour piano no 1 en do mineur, op. 15.  Beaux Arts Trio, Kim Kashkashian, alto. (CD Philips 422 350-2)
- Alexandre Glazounov Élégie pour alto et piano, op. 44.  Kim Kashkashian, alto, Robert D. Levin, piano.  (CD ECM 1316)
- Paul Hindemith Trauermusik.  Kim Kashkashian, alto, Dennis Russell Davies, dirigeant, Stuttgarter Kammerorchester.  (CD ECM 1506)
- Paul Hindemith Viola Sonatas Opp. 31 No. 4, 25 No. 1, 1937, 11 No. 4, 11 No. 5, 25 No. 4, 1939.  Kim Kashkashian, alto, Robert D. Levin, piano.  (CD ECM 1330)
- Sándor Jemnitz Trio pour violon, alto et guitare.  Benjamin Hudson, violon, Kim Kashkashian, viola, David Starobin (en), guitare.  (CD Bridge
- Giya Kancheli Vom Winde beweint.  Kim Kashkashian, alto, Dennis Russell Davies, conductor, Orchester der Beethovenhalle Bonn.  (CD ECM 1471)
- Eleni Karaindrou Ulysses’ Gaze, musique du film.  Kim Kashkashian, alto.  (CD ECM 1570)
- Zoltán Kodály Adagio pour alto et piano.  Kim Kashkashian, alto, Robert D. Levin, piano.  (CD ECM 1316)
- György Kurtág Neun Stücke, Jelek, Op. 5, Hommage à R. Sch., Op. 15d.  Kim Kashkashian, alto, Robert Levin, piano, Eduard Brunner, clarinette.  (CD ECM 1508)
- György Kurtág Mouvement pour alto et orchestre.  Kim Kashkashian, alto, Peter Eötvös, conductor, Netherlands Radio Chamber Orchestra.  (CD ECM 1711)
- Franz Liszt Romance oubliée.  Kim Kashkashian, alto, Robert D. Levin, piano.  (CD ECM 1316)
- Tigran Mansurian “…and then I was in time again”, Lachrymae, Confessing with Faith.  Kim Kashkashian, alto, Jan Garbarek, saxophone soprano, The Hilliard Ensemble, Christoph Poppen, dirigeant, Münchener Kammerorchester.  (CD ECM 1850/51)
- Tigran Mansurian Havik, Duo pour alto et percussion.  Kim Kashkashian, alto, Robyn Schulkowsky, percussion, Tigran Mansurian, piano, chant.  (CD ECM 1754)
- Wolfgang Amadeus Mozart Adagio et fugue en do mineur, K546.  Gidon Kremer, Daniel Phillips, violons, Kim Kashkashian, alto, Yo-Yo Ma, violoncelle.  (CD Sony MK42134)
- Wolfgang Amadeus Mozart Duos pour violon et alto, K423, K424, Trio pour violon, alto et piano K498 “Kegelstatt”.  Gidon Kremer, violon, Kim Kashkashian, alto, Valery Afanassiev, piano.  (CD DG 415 483-2)
- Wolfgang Amadeus Mozart Sinfonia Concertante pour violon, alto et orchestre, K364.  Gidon Kremer, violon, Kim Kashkashian, alto, Nikolaus Harnoncourt, dirigeant, Vienna Philharmonic.  (CD DG 413 461-2)
- Wolfgang Amadeus Mozart Divertimento en mi bémol, K563.  Gidon Kremer, violon, Kim Kashkashian, alto, Yo-Yo Ma, violoncelle.  (CD Sony SK39561)
- Wolfgang Amadeus Mozart Quintette en do mineur, K406.  Guarneri Quartet, Kim Kashkashian, alto.  (CD RCA 7771-2-RC)
- Wolfgang Amadeus Mozart Quintette en mi bémol, K614.  Guarneri Quartet, Kim Kashkashian, alto.  (CD RCA 7772-2-RC)
- Krzysztof Penderecki Concerto pour alto.  Kim Kashkashian, alto, Dennis Russell Davies, conductor, Stuttgarter Kammerorchester.  (CD ECM 1506)
- Alfred Schnittke Concerto pour alto  Kim Kashkashian, alto, Dennis Russell Davies, conductor, Rundfunk-Sinfonieorchester Saarbrücken.  (CD ECM 1471)
- Franz Schubert Quatuor n°. 15 en sol major, op. 161 D887.  Gidon Kremer, Daniel Phillips, violons, Kim Kashkashian, alto, Yo-Yo Ma, violoncelle.  (CD Sony MK42134)
- Erwin Schulhoff Sextet.  Gidon Kremer, Philippe Hirschhorn, violons, Nobuko Imai, Kim Kashkashian, altos, David Geringas, Julius Berger, violoncelles.  (LP ECM 1347/48)
- Robert Schumann Märchenbilder, op. 113, Märchenerzählungen, op. 132.  Kim Kashkashian, alto, Robert Levin, piano, Eduard Brunner, clarinette.  (CD ECM 1508)
- Dmitri Chostakovitch Sonate pour alto et Piano, op. 147.  Kim Kashkashian, alto, Robert D. Levin, piano.  (CD ECM 1425)
- Dmitri Chostakovitch Quatuor à cordes no 14, op. 142.  Gidon Kremer, Yuzuko Horigome, violons, Kim Kashkashian, alto, David Geringas, violoncelle.  Édition Lockenhaus Vol. 4/5.  (LP ECM 1347/48)
- Dmitri Chostakovitch Quatuor à cordes no 15, op. 144.  Gidon Kremer, Daniel Phillips, violons, Kim Kashkashian, alto, Yo-Yo Ma, violoncelle.  (CD Sony MK44924)
- Ralph Vaughan Williams Romance pour alto et piano.  Kim Kashkashian, alto, Robert D. Levin, piano.  (CD ECM 1316)
- Henri Vieuxtemps Élégie pour alto et piano, op. 30.  Kim Kashkashian, alto, Robert D. Levin, piano.  (CD ECM 1316)

## Hommages
Est nommé en son honneur (8994) Kashkashian, un astéroïde de la ceinture principale découvert en 1980.